# الكتيبة المفقودة (فلم)
الكتيبة المفقودة (بالإنجليزية: The Lost Battalion) فِلم تلفزيوني أمريكي[ ؟ ] لعام 2001 الفِلم مقتبس عن قصة حقيقية خلال الحرب العالمية الأولى، حيث تُحاصر القوات الألمانية فرقة أمريكي[ ؟ ] في إحدى غابات فرنسا في الأسابيع الأخيرة من الحرب. الفيلم صُوِّر بشكلٍ جيدٍ كما أن أداء معظم الممثلين كان في غاية التميز، المشكلة التي واجهت هذا الفِلم أن كل من شاركوا به لم يكونوا من المشاهير. الفِلم من بطولة ريك شرودر (الرائد تشارلز هيسلزي)

## وصلات خارجية
- مقالات تستعمل روابط فنية بلا صلة مع ويكي بيانات

1. ↑  Review: The Lost Battalion [وصلة مكسورة] نسخة محفوظة 23 يوليو 2012 على موقع واي باك مشين.